# Progulka
Progulka (Прогулка) è un film del 2003 diretto da Aleksej Efimovič Učitel'.

## Trama
Il film racconta il dramma amoroso di una ragazza che cammina per San Pietroburgo.